# Antiarrítmic
Un antiarítmic és un fàrmac que modifica la velocitat i el ritme dels batecs del cor, i restaura el ritme sinusal normal. Entre aquests cal destacar la quinidina, la lidocaïna, la procaïnamida i el propanolol i derivats.

## Classes d'antiarrítmics
- Antiarrítmics de la Classe I són bàsicament els que actuen blocant els canals del sodi del corrent ràpid d'entrada que despolaritza la cèl·lula miocardíaca a l'inici del potencial d'acció. Redueix la velocitat de conducció i l'excitabilitat cardíaques. A la vegada, els antiarítmics de classe I es poden subdividir en tres grups segons el temps que tarden a dissociar-se dels canals del sodi:

1. Antiarítmics IA presenten una velocitat de dissociació intermèdia.
2. Antiarítmics IB, velocitat de dissociació més ràpida.
3. Antiarítmics IC, amb velocitat de dissociació més lenta.

- Antiarrítmics de la Classe II o beta-blocants. El més característic és el propanolol.
- Antiarrítmics de la Classe III. Bloquen els canals de potassi prologant la repolarització. L'exemple més representatiu és l'amiodarona
- Antiarrítmics de la Classe IV són els blocants dels canal de calci amb efecte lent com el diltiazem.
- Antiarrítmics de la Classe V, inclouen la digoxina i l'adenosina. Augmenten l'activitat del nervi vague en l'acció del sistema nerviós central de manera que decreix la conducció dels impulsos elèctrics.